# Польнянка
Польнянка (пол. Polnianka) — гірська річка в Польщі, у Новосондецькому повіті Малопольського воєводства. Права притока Білої, (басейн Балтійського моря).

## Опис
Довжина річки приблизно 6,18 км, найкоротша відстань між витоком і гирлом — 4,86  км, коефіцієнт звивистості річки — 1,28. Формується багатьма безіменними струмками та частково каналізована.

## Розташування
Бере початок на північно-західних схилах Зеленої гори (689,7 м) на висоті приблизно 510 м над рівнем моря у селі Польна (гміна Грибів). Тече переважно на північний захід і у селі Вільчинська впадає у річку Білу, праву притоку Дунайця.

## Цікаві факти
- У селі Вільчинська річку перетинають автомобільна та залізниця.
- На правому березі річки проходить зелений туристичний пішохідний шлях (Шальова — Бобова).[3]